# Estació d'Oceja
L'Estació d'Oceja (oficialment en francès Osséja) és una estació de ferrocarril de la línia de tren groc situada a la població del mateix nom, a l'Alta Cerdanya, de la Catalunya del Nord.
Està situada al nord del nucli de la població, a l'Avinguda del Dr. Cunnac, amb accés des de l'Avinguda de la Cerdanya, a prop a ponent del centre hospitalari.
| Procedència/Destinació                  | <             | Línia     | >                 | Procedència/Destinació    |
| --------------------------------------- | ------------- | --------- | ----------------- | ------------------------- |
| : Transport express régional            |               |           |                   |                           |
| Vilafranca de Conflent - Vernet - Fullà | Santa Llocaia | Tren groc | La Guingueta d'Ix | La Tor de Querol - Enveig |